# Leda Díaz
Leda Díaz (sinh ngày 28 tháng 10 năm 1946) là một vận động viên chạy đường dài của người Honduras. Bà đã tham gia cuộc thi marathon nữ tại Thế vận hội Mùa hè 1984.